# Skånes mittpunkt

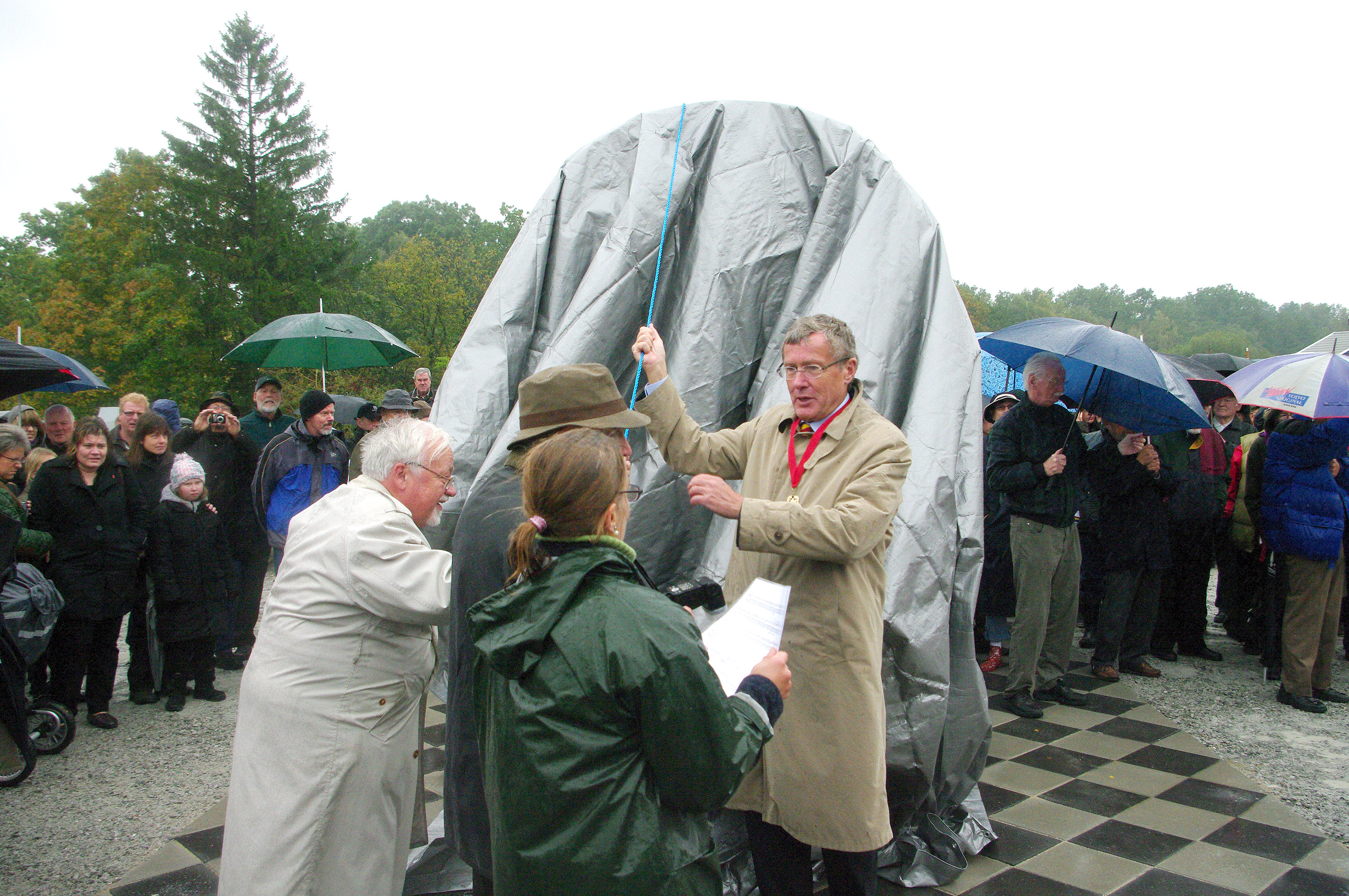
Landshövding Göran Tunhammar avtäcker monumentet Mittelen 2009.

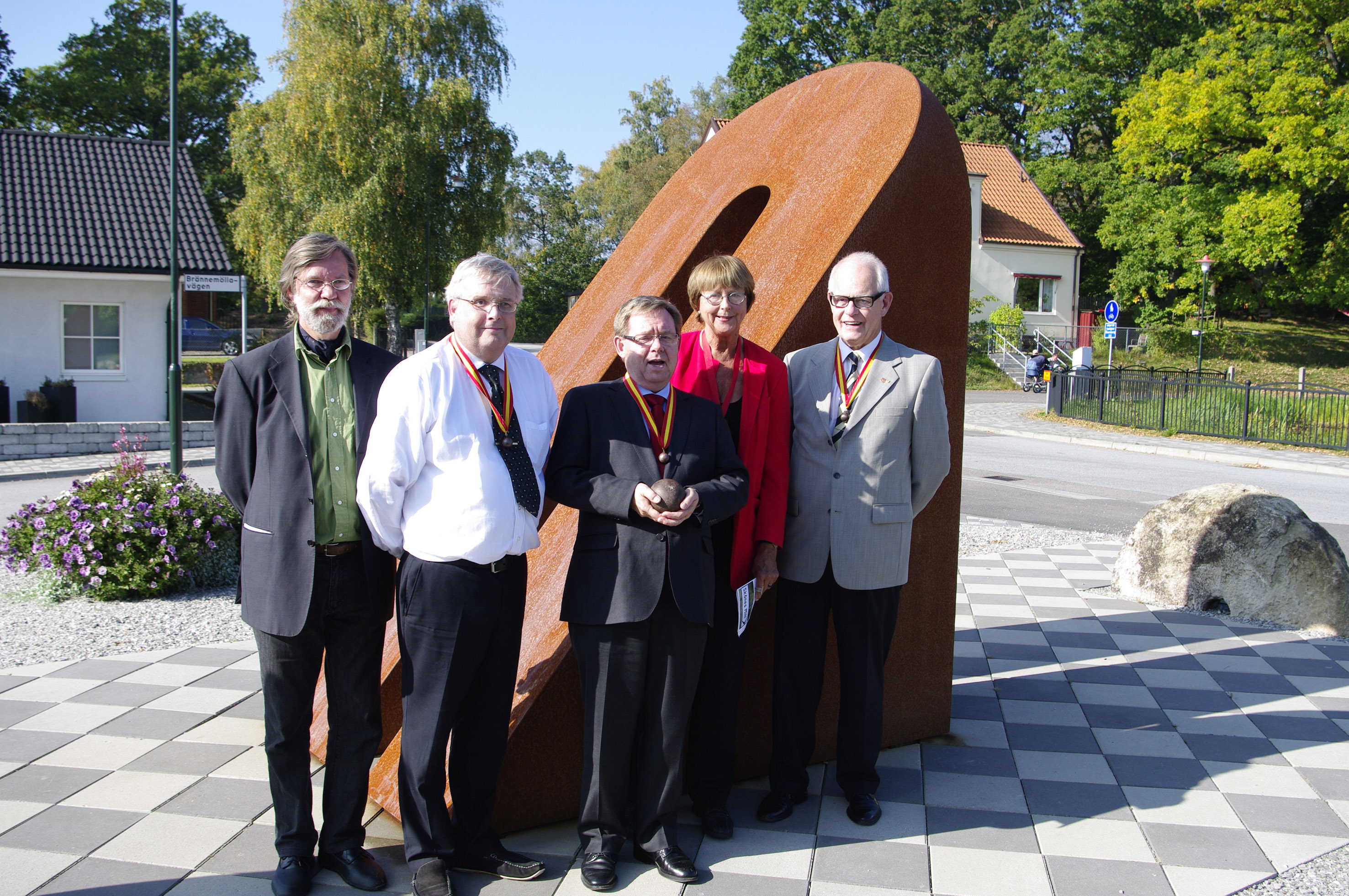
Pristagarna för Årets Medelpunkt vid monumentet 2011.

Skånes mittpunkt har enligt gammal hävd sagt utgöra platsen vid den gamla stubbamöllan nära Bosjökloster invid Ringsjön. Olika typer av beräkningar ger dock olika resultat. Carl-Erik Gustafsson gjorde före 2002 en beräkning enligt triangelmetoden vilket gav ett resultat ca 12 km norr om den traditionella mölleplatsen, i Norra Rörums församling 470 meter in från gränsen mot Tjörnarps församling. Triangelmetoden utgår från linjerna som skapas mellan landskapets sydligaste respektive nordligaste punkt samt västligaste och östligaste punkter. Då erhålles skärningspunkt 1. Därefter tas mittpunkten på de två linjerna och nya linjer skapas i rät vinkel genom dessa två mittpunkter. De nya linjerna dras ut mot landskapets gränser och deras på detta sätt uppkomna mittpunkter anges, punkt 2 och 3. De tre punkterna sammanbindes och en triangel bildas i vars mitt landskapets mitt finns.
2002 gjorde Carl-Olof Orsander en beräkning där han omslöt Skånes gränser med en rektangel. Platsen där diagonalerna skar varandra blev på detta sätt landskapets mittpunkt, en plats som ligger på kyrkogården inne i Höör, ca sju kilometer söder om triangelmätningens resultat.       
2007 lät Sven Rosborn för Skånska Akademien göra en ny beräkning utifrån begreppet landskapets tyngdpunkt. Denna beräkning gav en plats mellan de båda tidigare, vid ruinen av Brännemölla i Höörs norra utkant.
Att exakt kunna beräkna Skånes mittpunkt är i princip ogörligt. Det finns olika mätsystem att utgå ifrån men också det faktum att öarna Ven och Hallands Väderö ingår i landskapet Skåne gör saken komplicerad. Ska dessa tas med måste nämligen också omgivande vattenområde beaktas. Då de olika mätningarna trots detta befinner sig inom ett relativt begränsat område och mittpunkten är av symbolisk betydelse för Skåne beslöt Skånska Akademien tillsammans med Höörs kommun att speciellt markera platsen vid Brännemölla. Den 3 oktober 2009 avtäckte här landshövding Göran Tunhammar konstnären Lars Ekholms verk ”Mittelen”. 